# 반전성
물리학에서 반전성 변환(parity transformation) 혹은 홀짝성 반전(parity inversion)이란 공간좌표의 부호를 뒤집는 변환을 말한다.
 예) {\displaystyle {\mathbf {P}}:{\begin{pmatrix}x\\y\\z\end{pmatrix}}\rightarrow {\begin{pmatrix}-x\\-y\\-z\end{pmatrix}}}
 반전성 변환을 취한 현상은 원래 현상의 거울상으로 나오기 때문에, 물리현상의 비대칭성을 테스트하는 데 사용된다. 단, 비대칭적이지 않은 현상을 입력할 경우 반전성 변환은 단위 변환, 다시 말해 항등 함수 역할만 한다.
반전성 변환을 3X3 행렬로 표현할 경우, 그 행렬의 행렬식은 -1이다. 때문에, 행렬식이 1이어야만 하는 회전 변환 행렬의 구실을 하지 못한다. 반전성 변환과 일치하는 수학 용어로는 점대칭이 있다.
2차원 평면의 경우, 반전성 변환은 절대 두 축의 방향을 모두 반대로 바꾸는 경우가 없다. 오직 둘 중 하나의 축만 방향을 반대로 바꾼다. 역시 행렬로 표현할 경우 행렬식의 값은 -1이다.
약한 상호작용을 제외한 기본입자들은 모두 반전성에 대하여 대칭이다.(P 대칭)

## 단순 대칭성 관계
고전기하학적 대상에서 회전은 스칼라, 벡터, 또는 높은 랭크의 텐서로 구분될 수 있다. 고전물리학에서 물리적 배치는 모두 각각의 대칭군으로 표현될 필요가 있다.
양자역학은 힐베르트 공간 안의 상태를 예측하는데, 힐베르트 공간은 회전군으로 표현 한 것이 아니라 사영으로 표현한 것만을 필요로 한다. 사영이라는 단어는, 양자 상태의 모든 위상을 관측하지 못하는 상황에서 각 상태의 위상을 사영하면 사영 표현이 일반적인 표현으로 변하는 것을 말한다. 모든 표현들은 사영 표현이지만, 역은 성립하지 않는다. 따라서 양자 조건 위의 사영 표현 조건은 고전적인 상태의 표현 조건보다 약하다.
어떤 군의 사영 표현이든 군의 중심 확대의 일반적인 표현과 동형적이다. 예를 들어, 특수직교군인 3차원 회전 군 SO(3)의 사영 표현은 특수 유니터리 군 SU(2)의 일반적인 표현이다. (표현이 아닌)회전 군의 사영 표현은 스피너라고 불리고, 양자 상태는 텐서뿐만 아니라 스피너로도 변환될 수 있을 것이다.
여기에 반전성에 분류를 더한다면, 다음과 같은 표기를 예시로 확장할 수 있을 것이다.
- 회전적으로 불변인 스칼라(P= +1)와 유사스칼라(P=-1)
- 회전에서 둘 다 벡터로 변환되는 벡터와 (유사벡터로도 불리는)축벡터

여기서, 다음과 같은 반사를 정의할 수 있는데,
{\displaystyle V_{x}:{\begin{pmatrix}x\\y\\z\end{pmatrix}}\rightarrow {\begin{pmatrix}-x\\y\\z\end{pmatrix}}}
행렬값이 음수를 가지고 유효한 반전성 변환을 만든다. 이것들의 회전을 통해(또는 연속적으로 x, y, z축에 대해서 반사를 시켜) 앞서 정의했던 특정한 반전성 변환을 얻을 수가 있다. 첫번째로 주어진 반전성 변환은 짝수 차원에서는 동작하지 않는데, 양의 행렬값이 나오기 때문이다. 짝수 차원에서는 반전성 변환의 뒷 예제(혹은 좌표의 홀수의 반사)가 사용된다.
반전성은 {\displaystyle {\hat {\mathcal {P}}}^{2}={\hat {1}}}을 통해 아벨 군 {\displaystyle \mathbb {Z} _{2}}을 형성한다. 모든 아벨 군은 오직 1차원의 기약 표현을 갖는다. {\displaystyle \mathbb {Z} _{2}}에서는 두 개의 기약 표현이 있다. 하나는 반전성에서의 짝({\displaystyle {\hat {\mathcal {P}}}\phi =+\phi })이고, 나머지는 반전성에서의 홀({\displaystyle {\hat {\mathcal {P}}}\phi =-\phi })이다.

### O(3)의 표현
각각의 대상이 변환되는 공간을 표현하는 것으로 스칼라, 유사스칼라, 벡터, 유사벡터를 구분 지어 기술하는 방법도 있다. 표현으로 정의되는 군 준동형 사상 {\displaystyle \rho }을 사용한다. 행렬 {\displaystyle R\in O(3)}에 대하여
- 스칼라:{\displaystyle \rho (R)=1}(자명한 표현)
- 유사스칼라:{\displaystyle \rho (R)=det(R)}
- 벡터:{\displaystyle \rho (R)=R}(기초적인 표현)
- 유사벡터:{\displaystyle \rho (R)=det(R)R}.

이 표현이 {\displaystyle SO(3)}로 제한될 때, 스칼라와 유사스칼라 변환은 벡터와 유사벡터와 동등하게 작용한다.

## 고전역학에서
뉴턴의 제 2법칙 {\displaystyle {\vec {F}}={\frac {\Delta {\vec {p}}}{\Delta t}}}에서 두 벡터 {\displaystyle {\vec {F}}}와 {\displaystyle {\vec {p}}}는 반전성에 동일하고 불변하다. 마찬가지로 중력 법칙에서도 벡터만을 함의하므로 반전성에 불변하다.
그러나 각운동량 {\displaystyle {\mathbf {L}}}의 경우는 축벡터로 위와 다르다.
반전성 변환 함수 {\displaystyle {\hat {P}}}에 대한 벡터 연산은 다음과 같이 나타낸다.
{\displaystyle {\hat {P}}({\vec {\alpha }})=-{\vec {\alpha }}}
뉴턴의 제 2법칙에서 양변에 {\displaystyle {\hat {P}}}를 취하면,
{\displaystyle {\hat {P}}({\vec {F}})={\hat {P}}\left({\frac {\Delta {\vec {p}}}{\Delta t}}\right)}

{\displaystyle {\hat {P}}({\vec {F}})={\frac {\Delta {\hat {P}}({\vec {p}})}{\Delta t}}}

{\displaystyle -{\vec {F}}={\frac {\Delta (-{\vec {p}})}{\Delta t}}=-{\frac {\Delta {\vec {p}}}{\Delta t}}}
따라서 뉴턴의 제 2법칙은 반전성에 동일하고 불변하다.
그러나 각운동량의 수학적 정의 {\displaystyle {\mathbf {L}}={\mathbf {r}}\times {\mathbf {p}}}의 양변에 {\displaystyle {\hat {P}}}를 취하면,
{\displaystyle {\hat {P}}({\mathbf {L}})={\hat {P}}({\vec {r}})\times {\hat {P}}({\vec {p}})}

{\displaystyle {\hat {P}}({\mathbf {L}})=(-{\vec {r}})\times (-{\vec {p}})={\mathbf {L}}}
따라서 각운동량은 짝반전성을 갖는다.
고전 전자기학에서 전하밀도 {\displaystyle \rho }는 스칼라, 전기장 {\displaystyle {\vec {E}}}, 전류밀도 {\displaystyle {\vec {j}}}는 벡터이지만, 자기장 {\displaystyle {\mathbf {B}}}는 축벡터이다. 그러나 맥스웰 방정식에서 반전성은 불변하는데, 축 벡터의 회전은 벡터이기 때문이다.

## 고전역학의 변수에 대응하는 공간반전 효과
고전역학의 변수들은 짝수 혹은 홀수 반전성으로 나뉘어진다. 공간의 차원수가 홀수인지 짝수인지에 따라 변수와 벡터를 분류할 수 있다. 반전성 변환으로 주어지는 아래의 홀수나 짝수의 분류와는 다르지만, 밀접하게 관련되어 있다.
아래에 주어진 답들은 3차원 공간에서는 옳다. 행성의 표면과 같은 2차원 공간에서는 어떤 변수들의 홀짝성(반전성)이 바뀐다.

### 홀 반전성
공간 반전에서 부호가 뒤집히는 고전적인 변수들은 대부분이 벡터다.
- {\displaystyle h}, 나선도
- {\displaystyle \Phi }, 자기 선속
- {\displaystyle \mathbf {x} }, 3차원 공간에서 입자의 위치
- {\displaystyle \mathbf {v} }, 입자의 속도
- {\displaystyle \mathbf {a} }, 입자의 가속도
- {\displaystyle \mathbf {p} }, 입자의 선형 운동량
- {\displaystyle \rho \,\mathbf {v} }, 질량의 흐름[1]
- {\displaystyle \mathbf {F} }, 입자에 가해지는 힘
- {\displaystyle \mathbf {J} }, 전류 밀도
- {\displaystyle \mathbf {E} }, 전기장
- {\displaystyle \mathbf {D} }, 전기 선속 밀도
- {\displaystyle \mathbf {P} }, 전기 편극
- {\displaystyle \mathbf {A} }, 전자기적 벡터 퍼텐셜
- {\displaystyle \mathbf {S} }, 포인팅 벡터

### 짝 반전성
공간 반전에서 부호가 바뀌지 않는 고전적인 변수들은 대부분이 스칼라량이다.
- {\displaystyle t}, 사건이 일어날 때의 시간
- {\displaystyle m}, 입자의 질량
- {\displaystyle E}, 입자의 에너지
- {\displaystyle P}, 일률
- {\displaystyle \rho }, 전하밀도
- {\displaystyle V}, 스칼라 전자기 퍼텐셜 (전위)
- {\displaystyle \rho }, 전자기장의 에너지 밀도
- {\displaystyle \mathbf {L} }, 입자의 각운동량(오비탈이나 스핀도 마찬가지) (축벡터)
- {\displaystyle \mathbf {B} }, 자기장 (축벡터)
- {\displaystyle \mathbf {H} }, 자계강도
- {\displaystyle \mathbf {M} }, 자화
- {\displaystyle T_{ij}}, 맥스웰 변형력 텐서
- 약력에 연관하는 것들을 제외한, 모든 질량, 전하, 결합상수, 그리고 다른 물리적 상수 스칼라

## 양자역학에서

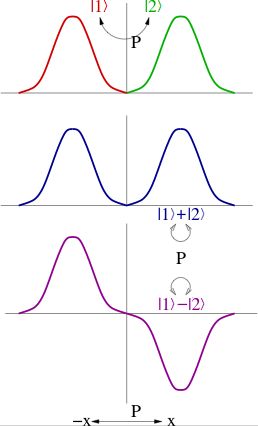
반전성의 이차원 표현은 반정성 아래서 서로로 맞바꾸는 양자상태의 쌍으로 주어진다. 하지만 이 표현은 언제나 반전성이 각자의 짝이나 홀로 주어지는 상태의 선형결합으로 환원되는 것이 가능하다. 반전성을 나타내는 모든 기약표현은 일차원에 있다고 말한다.

### 고유값 문제
양자역학에서, 물리학적 계를 파동함수로 표현할 수 있다. 반전성 연산자 {\displaystyle {\hat {P}}}에 대해서, {\displaystyle {\hat {P}}}는 어느 함수 {\displaystyle f({\vec {x}})}에 작용할 때 다음과 같은 결과를 얻는다.
{\displaystyle {\hat {P}}f({\vec {x}})=f(-{\vec {x}})}
{\displaystyle {\hat {P}}}의 고윳값과 고유함수를 각각 {\displaystyle c}와 {\displaystyle g({\vec {x}})}라고 하면,
{\displaystyle {\hat {P}}g({\vec {x}})=cg({\vec {x}})}
이다. {\displaystyle {\hat {P}}}의 정의로부터
{\displaystyle {\hat {P}}g({\vec {x}})=g(-{\vec {x}})=cg({\vec {x}})}
이고, {\displaystyle {\hat {P}}}를 한 번 더 적용하면
{\displaystyle {\hat {P}}^{2}g({\vec {x}})={\hat {P}}cg(-{\vec {x}})=c^{2}g({\vec {x}})}
이므로 {\displaystyle c^{2}=1}, 따라서 {\displaystyle c=\pm 1}이다.
{\displaystyle c=1}인 경우 {\displaystyle g({\vec {x}})}는 짝반전성(even parity)을, {\displaystyle c=-1}인 경우 {\displaystyle g({\vec {x}})}는 홀반전성(odd parity)를 갖는다고 말한다.
전자의 파동함수에서 일반적으로 짝 상태는 g(gerade, 독일어로 "짝")를, 홀 상태는 u(ungerade, 독일어로 "홀")를 아래첨자에 적어 표현한다. 예를 들어, 수소분자의 가장 낮은 에너지 준위는 {\displaystyle 1\sigma _{g}}로 붙이고, 그 다음 에너지 준위는 {\displaystyle 1\sigma _{u}}라고 붙인다.
원점에서 공간반전과 대칭에 대하여 포텐셜 에너지가 불변하는 중심대칭인 외부 포텐셜에서 입자 움직임의 파동함수는 값이 변하지 않거나 부호만 바뀌기 때문에, 홀 상태 파동함수나 짝 상태 파동함수, 두 상태가 가능하다.

### 반전성 대칭의 결과
반전성이 아벨군{\displaystyle \mathbb {Z} _{2}}을 생성할 때, 반전성 아래에서 홀수 혹은 양수에서 양자상태의 선형결합을 취할 수 있다.(그림) 그리고 그런 상태의 반전성은 ±1이다. 다입자 상태의 반전성은 각각의 상태의 반전성을 곱한 값이다. 다시 말해서 반전성은 승수적인 양자수이다.
양자역학에서, 해밀토니안은 {\displaystyle {\hat {P}}}가 해밀토니안과 교환가능한 경우에 반전성 변환 아래서 불변량(대칭성)이다. 비상대론적 양자역학에서 이것은, 예를 들어 구형적으로 대칭인 {\displaystyle V=V(r)}같은 모든 스칼라 포텐셜에 대해서 일어난다.이 사실은 다음과 같이 간단하게 증명된다.
- {\displaystyle |\varphi \rangle }와 {\displaystyle |\psi \rangle }가 같은 반전성을 가지면 위치연산자 {\displaystyle {\hat {X}}}에 대하여 {\displaystyle \left\langle \varphi \left|{\hat {X}}\right|\psi \right\rangle =0}이다.
- {\displaystyle L_{z}}가 z축 사영인 각운동량 오비탈 {\displaystyle {\vec {L}}}라고 할 때, 상태 {\displaystyle \left|{\vec {L}},L_{z}\right\rangle }에 대하여 {\displaystyle {\hat {P}}\left|{\vec {L}},L_{z}\right\rangle =(-1)^{L}\left|{\vec {L}},L_{z}\right\rangle }이다.
- {\displaystyle \left[{\hat {H}},{\hat {P}}\right]=0}이면 원자의 쌍극자 전이는 서로 반전성이 반대인 상태일 때만 일어난다.[5]
- {\displaystyle \left[{\hat {H}},{\hat {P}}\right]=0}이면 {\displaystyle {\hat {H}}}의 축퇴되지 않은(Non-degenerate) 고유상태는 반전성 연산자 고유상태이다. 예를 들어, {\displaystyle {\hat {H}}}의 비축퇴 고유함수는 {\displaystyle {\hat {P}}}에 따라 {\displaystyle {\hat {P}}}의 비축퇴 고유함수와 같거나, 부호만 바뀐다.

어떤 {\displaystyle {\hat {H}}}의 비축퇴 고유함수는 반전성{\displaystyle {\hat {P}}}에 영향을 받지 않고(불변하고), 그외의 고유함수는 해밀토니안 연산자와 반전성 연산자가 교환가능하면 부호를 유지한다.
{\displaystyle {\hat {P}}\left|\psi \right\rangle =c\left|\psi \right\rangle }
여기서 {\displaystyle c}는 상수로, {\displaystyle {\hat {P}}}의 고유값이다.
{\displaystyle {\hat {P}}^{2}\left|\psi \right\rangle =c{\hat {P}}\left|\psi \right\rangle }

## 양자장론에서
진공 상태가 반전성에서 불변하고({\displaystyle {\hat {P}}\left|0\right\rangle =\left|0\right\rangle }), 해밀토니안은 반전성 불변이고({\displaystyle \left[{\hat {H}},{\hat {P}}\right]}), 양자화 조건이 반전성 아래서 변하지 않으면, 모든 상태는 좋은 반전성을 갖고, 이 반전성은 어느 반응(reaction)에서도 보존된다.
양자 전기역학이 반전성에서 불변함을 보이기 위해서, 우리는 작용과 양자화 또한 불변하다는 것을 증명해야 한다. 간단히 하기 위해 우리는 바른틀 양자화를 사용할 수 있음을 가정한다.(따라서 진공 상태는 이 가정으로 인해 반전성에 불변이다.) 작용의 불변성은 맥스웰 방정식의 고전적인 불변성에서 따온다. 바른틀 양자화 과정의 불변성은 소멸(annihilation) 연산자의 변환에 의존하여 잘 진행될 수 있고, 잘 밝힐 수도 있다.
{\displaystyle Pa(p,\pm )P^{+}=a(-p,\pm )}
여기서 {\displaystyle p}는 광자 하나의 운동량을 표기한 것이고, ±는 그 광자의 편광 상태를 나타낸다. 이는 광자의 고유 반전성이 홀인 상태인 것과 같다. 비슷하게 모든 벡터 보손들은 고유 반전성을 홀로 가지고, 모든 축벡터들은 고유 반전성을 짝으로 가짐을 보일 수 있다.
이런 사고를 스칼라 장 이론으로 확장하면 스칼라는 짝 반전성을 가진다는 것을 간단하게 보일 수 있다. 소멸 연산자에 의해서
{\displaystyle Pa(p)P^{+}=a(-p)}
이고, 이는 {\displaystyle {\mathsf {P\phi }}(-x,t){\mathsf {P}}^{-1}={\mathsf {\phi }}(x,t)}임을 나타낸다.
이것은 복소 스칼라장이라도 성립한다.(스피너에 관한 상세한 내용은 영문판 위키피디아의 디락 방정식 문서에 잘 쓰여져 있다. 디락 방정식 문서에서 페르미온과 반페르미온은 서로 반대되는 고유 반전성을 가짐을 보인다.)
페르미온의 경우, 스핀군이 하나보다 많기 때문에 조금 더 복잡하다.

## 표준모형에서 반전성

### 전역 대칭성의 고정
반전성 연산자를 두 번 적용하면 좌표는 변하지 않으며, 이는 {\displaystyle P^{2}}는 반드시 이론의 내제적인 대칭성의 하나로써 행동해야 하는 것을 뜻한다. 끽해야 상태의 상을 바꾸는데 그칠 것이다. 예를 들어, 표준 모형은 charge에 대해서 세 개의 전역 U(1) 대칭성을 가지고 있다. 하나는 바리온수 {\displaystyle B}이고, 다른 하나는 렙톤수 {\displaystyle L}, 나머지 하나는 전하 {\displaystyle Q}이다. 따라서 반전성 연산자는 {\displaystyle \alpha },{\displaystyle \beta }, {\displaystyle \gamma }를 적절히 골라서 {\displaystyle P^{2}=e^{i\alpha B+i\beta L+i\gamma Q}}로 표현할 수 있다. 새로운 반전성 연산자 {\displaystyle P'}를 {\displaystyle P'=P^{i\alpha B}}로 정의하는 식으로 어떤 {\displaystyle \alpha }같은 내재적인 대칭성을 곱하는 것만으로 반전성 연산자를 매번 만들어 낼 수 있기 때문에 반전성 연산자는 유일하지 않다.
반전성 연산자가 항상 {\displaystyle P^{2}=1}을 만족시키도록 정의할 수 있음을 보이기 위해서, 우리는 이론에서 어떤 내재적인 대칭성 {\displaystyle {\mathcal {Q}}}가 {\displaystyle P^{2}={\mathcal {Q}}}로 표현되는 일반적인 경우를 생각해야 한다. 고유 반전성 연산자는 {\displaystyle P'=PQ^{-1/2}}가 될 수 있다. {\displaystyle {\mathcal {Q}}}가 연속대칭군의 부분이면 {\displaystyle {\mathcal {Q}}^{-1/2}}역시 존재하지만, 이산 대칭의 부분이면 이 요소는 존재할 필요도 없고, 재정의 같은 것도 아마 불가능 할 것이다.
표준모형은 {\displaystyle (-1)^{F}} 대칭성을 드러내고, 여기서 {\displaystyle F}는 얼마나 많은 페르미온들이 그 상태에 있는지 세는 페르미온 수 연산자이다. 표준 모형에 있는 모든 입자들이 {\displaystyle F=B+L}로 표현되고, 따라서 이산 대칭은 {\displaystyle e^{i\alpha (B+L)}} 연속대칭군의 부분이다. 반전성 연선자가 {\displaystyle P^{2}=(-1)^{F}}로 표현되면 {\displaystyle P^{2}=1}로 표현되는 새로운 반전성 연산자로 재정의할 수 있다. 하지만, 표준모형을 {\displaystyle F=1}과 {\displaystyle B+L=0}을 가지는 마요라나 중성미자를 포함하여 확장하면 이산 대칭성 {\displaystyle (-1)^{F}}는 더 이상 연속대칭군의 일부가 되지 않고, 반전성 연산자의 고유한 재정의도 먹히지 않을 수 있다. 대신에 반전성 연산자를 {\displaystyle P^{4}=1}라고 표현하면 마요라나 중성자도 {\displaystyle \pm i}라는 고유한 반전성을 갖을 것이다.

### 파이온의 반전성
1954년, 윌리엄 치노브스키(William Chinowsky)와 잭 스타인버거는 파이온이 음의 반전성을 갖는 것을 증명했다. 이들은 오비탈 각 운동량이 0인 상황 {\displaystyle {\mathbf {L}}=0}에서  중수소와 음으로 대전된 파이온({\displaystyle \pi ^{-}})으로 만들어진 "원자"가 두 개의 중성자({\displaystyle n})로 붕괴하는 것을 연구했다.
중성자는 페르미온이기 때문에 페르미-디락 통계를 따른다. 이는 마지막 상태(final state)가 반대칭적임을 내포하고 있다. 중수소는 스핀 1을 가지고, 파이온은 스핀 0을 가진다는 사실과 함께 중성자의 마지막 상태가 비대칭임을 이용하여, 이들은 두 중성자가 반드시 오비탈 각 운동량이 {\displaystyle L=1}을 가져야 한다고 결론지었다. 총 반전성은 입자의 내재적인(고유한) 반전성과 구형 조화 함수 {\displaystyle (-1)^{L}}의 외적인 반전성의 곱이다. 이 과정에서 오비탈 운동량이 0에서 1까지 변하는 동안, 과정이 총 반전성에서 보존된다면 최종 입자와 처음 입자의 내재적인 반전성은 반드시 서로 반대되는 부호를 가져야 한다.
중수소의 원자핵은 양성자 하나와 중성자 하나로 만들어지고, 앞서 말했던 양성자에서 중성자가 +1의 고유 반전성을 가지고 있는 보존성을 이용하여, 윌리엄과 잭은 파이온이 유사 스칼라 입자 결론을 얻었다. 이들의 주장에서 파이온의 반전성은 두 중성자의 반전성을 곱한 것에 중수소 내의 양성자와 중성자의 반전성을 곱한 것에 마이너스를 붙인 값으로 식으로 나타내면 {\displaystyle {\frac {(-1)(1)^{2}}{(1)^{2}}}=-1}이다.

### 반전성 위반
패러티가 전자기력과 중력에 대해 보존되지만, 약한 상호작용에서는 위반된다. 강한 상호작용에서도 어느 정도 위반 된다. 표준모형은 약한 상호작용을 카이랄 게이지 상호작용으로 표현하여 반전성 위반을 포함하고 있다. 입자의 왼손잡이 성분과 반입자의 오른손잡이 성분만으로 표준모형의 약한 상호작용을 표현한다. 이것은 반대 방식(오른손잡이 입자와 왼손잡이 반입자)으로 반전성이 위반되는 숨은 거울 영역이 존재하지 않으면 반전성이 우리 우주에서 대칭적이지 않다는 것을 암시한다.
R. T. Cox와 G. C. McIlwraith, B. Kurrelmeyer가 진행했던 잘 알려지지 않은 1928년 실험에서 약한 붕괴로 반전성이 붕괴되었다고 보고되었지만, 이를 설명할 적절한 개념이 존재하지 않아서, 이 결과들은 크제 주목받지 못했다. 1929년 헤르만 바일이 아무런 바탕 없이 스핀 {\displaystyle {\frac {1}{2}}}를 갖는 무질량 2-component 입자의 존재를 탐구하였다. 이 아이디어는 파울리가 무시했는데, 이 입자가 반전성 위반을 내포하고 있었기 때문이다.
20세기 중반에 와서 (각기 다른 맥락에서)몇몇 과학자들에게 반전성이 보존되지 않을 수도 있다는 추측이 있었다. 그리고 1956년, 이론 물리학자 리정다오과 양전닝가 강한 상호작용과 전자기 상호작용 붕괴에서 반전성 보존을 검증할 실험은 있지만, 약한 상호작용에서 반전성 보존을 검증할 실험을 찾지 못했다고 밝혔다. 이들은 몇 가지 가능성이 있는 직접적인 실험들을 제시하였다. 이들의 제안은 관심을 받지 못했지만, 리정다오는 콜롬비아 대학의 동료 연구자였던 우젠슝에게 실험을 해보라고 설득할 수 있었다. 우젠슝은 저온물리 설비와 전문가가 필요했고, 실험은 미국 국립표준국에서 진행되었다.
우젠슝 그룹은 1957년에 코발트-60에서 일어나는 베타 붕괴에서 반전성 보존이 확실하게 위반되는 것을 찾았다. 실험이 끝날 때 즈음에도 다시 한 번 검증했고, 우젠슝은 리정다오와 양전닝에게 긍정적인 결과가 있음과 그 결과를 조사하고 있다고 알렸다. 그러면서 그들에게 결과를 바로 공개하지 말자고 말했다. 그러나, 리정다오는 그 결과를 1957년 1월 4일, 콜롬비아 대학 물리학과의 "Friday Lunch" 모임에서 밝혔다. 그 멤버 중 세 명, R.L. Garwin, L.M. Lederman, R.M. Weinrich가 기존의 저온물리실험을 수정해서, 바로 반전성 대칭성 위반을 검증했다. 그들은 우젠슝 그룹이 올릴 때가지 출판하지 않았고, 그들의 논문은 우 그룹과 똑같은 저널에, 우 그룹의 논문 바로 뒤에 개재되었다.
반전성 위반의 발견으로 케이온의 미해결 문제인 τ-θ 퍼즐을 바로 설명할 수 있었다.
2010년, 상대론적 중이온 충돌기 물리학자들이 쿼크-글루온 플라즈마에서 짧은 수명을 갖는 P대칭-파괴 버블을 만들었다고 보고했다. 이 실험을 주도한 STAR collaboration(Solenoidal Tracker at RHIC) 연구팀의 몇몇 과학자들은 강한 상호작용에서 역시 반전성이 위반될 수도 있을 것이라고 제안했다. 이 반전성 위반은 엑시온 장의 요동으로 인해 유도되는 효과와 유사한 국소적인 반전성 위반이다. 이 현상은 카이랄 자기효과로 인해 나타날 것이라 예측된다.

### 강입자의 고유 반전성
자연이 반전성을 보존하는 한, 모든 입자들은 각자 고유 반전성을 부여할 수 있다. 약한 상호작용에서는 일어나지 않지만, 로 중간자에서 파이온으로 붕괴하는 것처럼, 결합에서 강한 상호작용의 반응을 조사하는 것으로 여전히 강입자에서 반전성을 부여할 수 있다.

## 같이 보기
- CP위반
- 전기-약 작용 이론
- 거울 물질
- 분자 대칭성